# Gartnait
Gartnait o Gauiach Diuberr, és un rei llegendari dels pictes que hauria regnat a finals del segle iv.
Gartnait va succeir a Uuradech Uecla a finals del segle iv. Les diferents llistes de reis li atribueixen un regnat de 40 o 60 anys, tot i que és poc probable. El va succeir Talorc mac Achiuir. Per la seva banda, la llista de Joan de Fordun li atorga un regnat de 60 anys entre els reis Uuradech i un tal Hurgust mac Forgo que l'associa amb la llegenda de Sant Andreu.